# 拉波萨
拉波萨是巴西马拉尼昂州的一个市镇。总面积64.182平方公里，总人口24155人，人口密度376.4人/平方公里。